# Rhabdodon
|  | Dieser Artikel wurde aufgrund von formalen oder inhaltlichen Mängeln in der Qualitätssicherung Biologie im Abschnitt „Paläontologie“ zur Verbesserung eingetragen. Dies geschieht, um die Qualität der Biologie-Artikel auf ein akzeptables Niveau zu bringen. Bitte hilf mit, diesen Artikel zu verbessern! Artikel, die nicht signifikant verbessert werden, können gegebenenfalls gelöscht werden. Lies dazu auch die näheren Informationen in den Mindestanforderungen an Biologie-Artikel. Begründung: Vollprogramm |

Rhabdodon ist eine Gattung der Ornithopoden aus der Gruppe der Rhabdodontomorpha innerhalb der Iguanodontia. Vertreter dieser Gattung lebten während der Oberkreide auf dem Gebiet des heutigen Südfrankreich. Die Gattung mit der Typusart, R. priscus, wurde im Jahr 1869 von Matheron auf Basis von Unterkieferfragmenten beschrieben. Eine zweite Art, R. septimanicus, wurde im Jahr 1991 von Buffetaut et al. auf der Grundlage eines Dentalknochens errichtet, der ebenfalls aus der Oberkreide des heutigen Südfrankreich stammte.

## Beschreibung
Von Rhabdodon wurden bisher nur wenige fragmentarische Überreste gefunden. Dennoch kann die Gattung aufgrund einiger anatomischer Merkmale von anderen Gattungen eindeutig  abgegrenzt werden. So bilden einige Knochen seitlich des Schädels seitliche Ränder des Foramen magnum, dessen ventrale Ränder vom basilären Teil des Hinterhauptknochens gebildet wird. Der Occipitalkondylus besteht hauptsächlich aus einigen Knochen seitlich am Schädel, die sich alle in denselben Positionen befinden. Der Supraoccipital, ein Knochen, der die dorsale Seite des Foramen bildet, ist bei Rhabdodon rostral ausgerichtet. Die Nahtlinie zwischen dem prootischen Knochen und dem Laterosphenoid zeigt denselben Umriss. Die Cresta prootica beginnt im paropitikalen Prozess und Opistothik. Ein weiteres Merkmal von Rhabdodon ist, dass die Cresta Prootica transversal ist. Außerdem ist die Verteilung der Hirnnerven an entlang der Seitenfläche der Gehirnschale homolog. Diese Eigenschaften hat Rhabdodon mit Tenontosaurus gemeinsam, mit dem er vermutlich verwandt ist.

## Systematik
Rhabdodon wird innerhalb der Ornithopoda in die Gruppe der Iguanodontia eingeordnet, zu der auch die in der späten Kreide sehr erfolgreiche Familie der Hadrosauridae zählt. Einigen Untersuchungen zufolge ist Tenontosaurus das Schwestertaxon der Rhabdodontidae, was zum Beispiel durch Untersuchungen von Weishampel et al. unterstützt wird. Innerhalb der Iguanodontia bilden die Rhabdodontidae jedoch einen eigenen Zweig basaler Vertreter der Iguanodontia, welcher sich relativ früh von anderen Vertretern der Iguanodontia abtrennte. Rhabdodon ist nach Untersuchungen von 2012 am nächsten mit der Gattung Zalmoxes verwandt, deren Überreste im heutigen Rumänien gefunden wurden, dass damals die Insel Hateg im Tethys-Ozean bildete.

## Paläoökologie
Rhabdodon wurde in der südfranzösischen Marnes-Rouges-Inférieures-Formation gefunden, in welcher auch Fossilien größerer Pflanzenfresser, wie beispielsweise des Sauropoden Ampelosaurus gefunden wurden. Beide Arten waren vermutlich wichtige Pflanzenfresser (Herbivore) in ihrem Ökosystem.